# 大端絵里香
大端 絵里香 （おおはた えりか、1988年6月9日 -、本名同じ）は、日本の元タレント、飲食店経営者、大阪府寝屋川市出身。よしもとクリエイティブ・エージェンシー大阪、シンフォニアに所属していた、元吉本新喜劇座員。

## 人物
- 身長：155 cm、血液型A型。
- 趣味・特技は、コスプレ・書道・自転車旅・水泳。
- アニメはプリキュアシリーズが大好き。
- 好きな食べ物は、辛いものとラーメン。

## 略歴
- 芸の世界に憧れがあり、NSC大阪校女性タレントコース5期生で入学、同期につぼみメンバーのこまごめピペット（杉山優華・松下千紘）、福田多希子(元つぼみ・元吉本新喜劇)、小寺真理（元つぼみ・吉本新喜劇所属）、福田麻貴（元つぼみメンバー、お笑いトリオ3時のヒロイン）、森碕ひろか（元つぼみメンバー・よしもとクリエイティブ・エージェンシー東京所属女優）、友利愛美（元YGA・現シャノワール所属）らがいる。
- 2009年、第5個目金の卵オーディションに合格し、10月に、吉本新喜劇入団。
- 2011年8月、単独イベント・「大端絵里香単独ライブ「はじめての○○」」を開催。
- 2012年9月に、谷川友梨とアイドルイベント・「アイドルになりたいもんッ！！」を開催。
- 2012年9月と12月に、じぇじゅん♀（現・岩政久美子）・カドマ（当時お笑いコンビ「メルヘンロリータ」）とともに腐女子のイベントを開催。
- 2013年、R-1ぐらんぷり2013に出場、1回戦突破。
- 2013年6月30日、吉本新喜劇を退団すると同時に吉本退社[1]。
- 2013年7月、シンフォニアに移籍。
- 2014年8月11日に道頓堀ZAZAにて行われたイベント「ポンバシクエストⅢ」にてシンフォニアを退社し芸能界を引退した事と大阪府大東市内のラーメン店にて麺作りの修行をしていた事を公表し、ラーメン店店長に転身する事を宣言、併せて同年9月に大阪市内に自身の店「麺匠さくら咲く」をオープンする事を発表した。
- 2015年1月9日放送分のごきげんライフスタイル よ〜いドン!（関西テレビ）内「となりの人間国宝」のコーナーにて「麺匠さくら咲く」が紹介された。
- 2018年1月「麺匠さくら咲く」閉店。[2]
- 2018年10月、大阪・都島にラーメン店「オコメノカミサマ」を開店。[3]

## 出演

### テレビ
過去
単発出演
- ハミ出す才能教育バラエティ!! 小籔★スターリオン（朝日放送、2010年4月7日 - 2011年4月27日）ゲスト出演
- ほっとけ!3人組（朝日放送、4・15・25・32・37・45話）
- ノリで行こう!!（テレビ大阪、2012年10月23日 - 11月6日）
- アサスマ!（サンテレビ、2013年7月21日、8月11日、8月18日 ）
- ギョクセキっ!（関西テレビ、2013年8月13日 ）
- たかじんNOマネー〜人生は金時なり〜（テレビ大阪、2013年10月12日 ）「ブラック企業判定委員会」の回にゲスト出演
- ごきげんライフスタイル よ〜いドン!（関西テレビ、2015年1月9日 ）芸能界引退後としては初のテレビ出演、「となりの人間国宝」のコーナーにて「吉本新喜劇出身の美人すぎるラーメン店店主」として紹介された。

レギュラー出演
- よしもと新喜劇（毎日放送）

### ラジオ
過去
- SORA×NIWA（2013年10月12日、11月4日 ）

### インターネット
過去
- アイドルになりたいもんッ!!（Ustream）
- 森田展義のnobmorley（Ustream、2012年4月24日・5月16日、2013年2月5日放送分）
- ざわざわレボリュージョン（ニコニコ生放送）元レギュラーで吉本退社と同時に降板したが、その後もしばらくの間ゲストとして不定期出演していた。
- ☆ うをラジヲ 2人目♪ ＊ もみちゃんねる 3もみ目♪（ニコニコ生放送、2012年9月4日放送分）
- 腐女子会〜よしもとBL白書 妄想3次元編〜（ニコニコ生放送、2012年9月25日放送分）
- 腐女子会〜よしもとBL白書 妄想3次元 中級編〜（ニコニコ生放送、2012年12月11日放送分）

### 舞台
過去
- 吉本新喜劇（なんばグランド花月）

| 2011年                                      |                                      |          | |      |
| タイトル                                    | 公演日                               | 座長     | 他出演者 | 備考 |
| 失われたコシを求めて                        | 2011年7月5日（火）～7月11日（月）    | 川畑泰史 | 信濃岳夫、井上安世、井上竜夫、ランディーズ・中川、Mr．オクレ、島田珠代、松浦真也、安井まさじ、新名徹郎、酒井藍、清水けんじ、高橋靖子、浅香あき恵、吉田ヒロ、今別府直之、レイチェル、池乃めだか                                                         |      |
| 結婚、ご愁傷様！遺影イェーイ                | 2011年7月26日（火）～8月1日（月）    | 川畑泰史 | 井上竜夫、Mr．オクレ、末成由美、島田一の介、浅香あき恵、楠本見江子、安尾信乃助、高橋靖子、島田珠代、烏川耕一、中川貴志、すっちー、清水けんじ、吉田裕、前田真希、松浦真也、金原早苗、森田まりこ、信濃岳夫、安井まさじ、新名徹郎、いちじまだいき、酒井藍 |      |
| 嗚呼！涙の送別会                            | 2011年8月16日（火）～8月22日（月）   | 川畑泰史 | 池乃めだか、やなぎ浩二、Mr．オクレ、帯谷孝史、安尾信乃助、烏川耕一、中川貴志、すっちー、清水けんじ、吉田裕、信濃岳夫、新名徹郎、安井まさじ、いちじまだいき、末成由美、島田珠代、高橋靖子、五十嵐サキ、前田真希、金原早苗                               |      |
| 幸せの黄色いジャンパー                      | 2011年10月18日（火）～10月24日（月） | 川畑泰史 | 池乃めだか、島田一の介、Mr．オクレ、青野敏行、烏川耕一、すっちー、清水けんじ、今別府直之、松浦真也、吉田裕、安井まさじ、新名徹郎、浅香あき恵、高橋靖子、宇都宮まき、森田まりこ、井上安世、酒井藍                                                       |      |
| 「瀬戸際の花嫁！？」                        | 2011年12月13日（火）～12月19日（月） | 内場勝則 | 桑原和男、島田一の介、Mr．オクレ、井上竜夫、中田はじめ、安尾信乃助、烏川耕一、清水けんじ、森田展義、吉田裕、清水啓之、安井まさじ、いちじまだいき、浅香あき恵、高橋靖子、島田珠代、森田まりこ、金原早苗、前田まみ、酒井藍                               |      |
| 「天国からのメール」                        | 2011年12月20日（火）～12月26日（月） | 川畑泰史 | Mr.オクレ、吉田ヒロ、島田一の介、青野敏行、すっちー、清水けんじ、今別府直之、安井まさじ、新名徹郎、いちじまだいき、浅香あき恵、高橋靖子、島田珠代、森田まりこ、金原早苗、酒井藍                                                                        |      |
| 大みそかだよ！NGK新喜劇deカウントダウン！！ | 2011年12月31日（土）                 | 川畑泰史 | 新喜劇座員 |      |

| 2012年                         |                                     |          | |      |
| タイトル                       | 公演日                              | 座長     | 他出演者 | 備考 |
| 「サプライズすぎるプレゼント」 | 2012年1月10日（木）～1月16日（月）  | 川畑泰史 | 桑原和男、池乃めだか、井上竜夫、Mr．オクレ、島田一の介、安尾信乃助、すっちー、清水けんじ、今別府直之、松浦真也、吉田裕、安井まさじ、レイチェル、いちじまだいき、浅香あき恵、島田珠代、宇都宮まき、前田真希、井上安世、金原早苗                       |      |
| 「はじめてのおしゃべり！？」   | 2012年1月31日（火）～2月6日（月）   | 川畑泰史 | 吉田ヒロ、島田一の介、Mr.オクレ、帯谷孝史、烏川耕一、すっちー、清水けんじ、今別府直之、松浦真也、吉田裕、安井まさじ、レイチェル、いちじまだいき、未知やすえ、高橋靖子、山本奈臣実、金原早苗、森田まりこ                                              |      |
| 「親不孝者3兄弟物語」          | 2012年3月6日（火）～3月12日（月）   | 川畑泰史 | 桑原和男、Mr.オクレ、島田一の介、中條健一、烏川耕一、すっちー、清水けんじ、太田芳伸、松浦真也、吉田裕、安井まさじ、いちじまだいき、浅香あき恵、宇都宮まき、金原早苗、井上安世、酒井藍                                                                |      |
| 「受験勉強はそりゃ大変！」     | 2012年5月1日（火）～5月8日（火）    | 川畑泰史 | 桑原和男、青野敏行、Mr.オクレ、帯谷孝史、安尾信乃助、烏川耕一、高井俊彦、中川貴志、すっちー、清水けんじ、吉田裕、松浦真也、清水啓之、安井まさじ、若井みどり、末成由美、金原早苗、井上安世、森田まりこ、前田まみ、酒井藍                              |      |
| 「茂造の秘密の結婚行進曲？！」 | 2012年8月20日（月）～8月27日（月）  | 辻本茂雄 | 桑原和男、井上竜夫、島田一の介、青野敏行、高井俊彦、清水けんじ、伊賀健二、平山昌雄、佐藤太一郎、太田芳伸、清水啓之、安井まさじ、新名徹郎、レイチェル、いちじまだいき、浅香あき恵、高橋靖子、五十嵐サキ、たかおみゆき、宇都宮まき、前田真希、金原早苗 |      |
| 「ラーメン屋台でエーッ！」     | 2012年11月6日（火）～11月12日（月） | 内場勝則 | 吉田ヒロ、Mr.オクレ、青野敏行、中條健一、中田はじめ、安尾信乃助、烏川耕一、すっちー、中川貴志、森田展義、吉田裕、清水啓之、安井まさじ、いちじまだいき、末成由美、島田珠代、高橋靖子、金原早苗、森田まりこ                                            |      |

| 2013年                         |                                    |          | |      |
| タイトル                       | 公演日                             | 座長     | 他出演者 | 備考 |
| 「マヌケな空き巣と筑後の母」   | 2013年1月29日（火）～2月4日（月）  | 烏川耕一 | 桑原和男、池乃めだか、島田一の介、Mr.オクレ、今別府直之、松浦真也、吉田裕、太田芳伸、清水啓之、安井まさじ、やまだひろあき、末成由美、浅香あき恵、井上安世、酒井藍            |      |
| 「イエス、スチ子クリニック！」 | 2013年3月19日（火）～3月25日（月） | -        | すっちー、辻本茂雄、吉田ヒロ、井上竜夫、烏川耕一、中川貴志、清水けんじ、吉田裕、松浦真也、新名徹郎、青柳裕之、浅香あき恵、高橋靖子、前田真希、井上安世、大端絵里香、岡田直子 |      |

- 祇園花月

| 2011年～2012年                 |                                    |            | |      |
| タイトル                       | 公演日                             | 座長       | 他出演者                                                                                               | 備考 |
| 「笑う京都に福来る！？」       | 2011年12月27日（火）～1月4日（水） | 内場勝則   | 桑原和男、中田はじめ、安尾信乃助、烏川耕一、中川貴志、すっちー、森田展義、新名徹郎、島田珠代、高橋靖子 |      |
| 「生きるために頑張りましょう」 | 2012年4月9日（月）～4月16日（月）  | 清水けんじ | 吉田ヒロ、帯谷孝史、中條健一、村上斉範、吉田裕、安井まさじ、レイチェル、末成由美、前田真希、金原早苗   |      |

- 京橋花月

| 2010年                                                                                     |                                      |          | |      |
| タイトル                                                                                   | 公演日                               | 座長     | 他出演者 | 備考 |
| 「ポケット忠臣蔵」（ポケットミュージカルス）                                               | 2010年12月6日（月）～12月12日（日）  | すっちー | 青野敏行、平山昌雄、山田亮、信濃岳夫、森田まりこ、前田まみ、KDT、ポケットモンキーズ |      |
| 「クリスマスSP サンタが京橋にやってきた」（ポケットミュージカル）                          | 2010年12月21日（火）～12月26日（日） | 川畑泰史 | 吉田ヒロ、浅香あき恵、中條健一、五十嵐サキ、佐藤太一郎、仙堂花歩、信濃岳生、部ひで子、新喜劇メンバー・KDT、ポケットモンキーズ 21日宇都宮まきゲスト出演 |      |
| 「よしもと紅白歌合戦」1日より「お正月だよ ポケットショータイム」（ポケットミュージカルス） | 2010年12月27日（月）1月～4日（火）   | 川畑泰史 | 浅香あき恵・中條健一・平山昌夫・今別府直之・ぢゃいこ・前田まみ・酒井藍・金原早苗・大端絵里香・太田芳伸・信濃岳夫・新名徹郎・レイチェル・桜井雅斗 村上斉範・KDT・ポケットモンキーズ 唄ゲスト・水木ケイ 日替わりゲスト 27，28日Wヤング・平川幸男・29，30日 矢野（矢野兵動）・31日池乃めだか・1日桑原和男・4日大平サブロー |      |

| 2011年                                                       |                                    |          |                                                                                 |      |
| タイトル                                                     | 公演日                             | 座長     | 他出演者                                                                        | 備考 |
| 「川畑泰史の京橋ポリスストーリー」（ポケットミュージカルス） | 2011年1月24日（月）～1月30日（日） | 川畑泰史 | ちゃらんぽらん冨好、今別府直之、佐藤太一郎、桑原和男、森田まりこ、綿田大        |      |
| 「水木ケイ歌謡劇」（ポケットミュージカルス）                 | 2011年2月22日（火）～28日（月）    | 水木ケイ | 西川忠志、今別府直之、信濃岳夫、大島和久、山本奈臣実、前田まみ、服部ひで子、KDT |      |

- その他

| 2012年                               |                                   |          | | |
| タイトル                             | 公演日                            | 座長     | 他出演者 | 備考 |
| 「茂造の恋愛症候群（シンドローム）」 | 2012年3月27日（火）～4月7日（土） | 辻本茂雄 | 井上竜夫、西川忠志、伊賀健二、平山昌雄、小米良啓太、村上斉範、宮崎高章、タックルながい、佐藤太一郎、吉田裕、太田芳伸、清水啓之、辰己智之、レイチェル、奥重敦史、いちじまだいき、桜井雅斗、末成由美、浅香あき恵、島田珠代、高橋靖子、五十嵐サキ、たかおみゆき、前田真希、金原早苗、家門鈴乃 | 3/27（火）-3/29（木）（御堂会館）、3/30（金）-4/ 3（火）（新神戸オリエンタルH）、4/ 4（水）-4/ 7（土）（松下IMPホール） |

### イベント
| 2011年                               |                     |                            |      |
| タイトル                             | 公演日              | 他出演者                   | 備考 |
| 大端絵里香単独ライブ「はじめての○○」 | 2011年8月16日（火） | MC：奈津川みき（三木貴心） |      |

| 2012年                                                   |                      |                                                                  |                                |
| タイトル                                                 | 公演日               | 他出演者                                                         | 備考                           |
| ドキッ〓女だらけの新喜劇イベント                         | 2012年3月15日（木）  | 金原早苗・井上安世・前田まみ・家門鈴乃・服部ひで子・岡田直子     | ゲスト：たかおみゆき・ぢゃいこ |
| 『アイドルになりたいもんッ！！』                         | 2012年9月8日（土）   | 谷川友梨                                                         |                                |
| コイセヨ オトメ！！ ～岡田直子の死ぬまでにしたい10の事～ | 2012年10月18日（木） | 今別府直之、新名徹郎、松浦真也、金原早苗、服部ひで子             |                                |
| 腐女子会 ～よしもとBL白書 妄想3次元編～                  | 2012年9月25日（火）  | じぇじゅん♀、カドマ（メルヘンロリータ）、span!、祇園、アルドルフ |                                |
| 腐女子会Vol.2 ～よしもとBL白書 妄想3次元 中級編～        | 2012年12月11日（火） | じぇじゅん♀、カドマ（メルヘンロリータ）、span!、祇園、アルドルフ |                                |

| 2013年                                           |                                                               |                                |           |
| タイトル                                         | 公演日                                                        | 他出演者                       | 備考      |
| R-1ぐらんぷり                                    | 2013年1月7日（月）（第1回戦）、2013年1月13日（日）（第2回戦） | 芸人多数                       | 1回戦突破 |
| 4姉妹トークイベント「第一回オタクサミット!(仮)」 | 2013年2月12日（火）                                           | 前田まみ、服部ひで子、岡田直子 |           |

## コスプレ
- NMB48『オーマイガー!』
- ショコラ（シュガシュガルーン）
- 初音ミク
- キュアピース（スマイルプリキュア!）